# ダリッジ・カレッジ

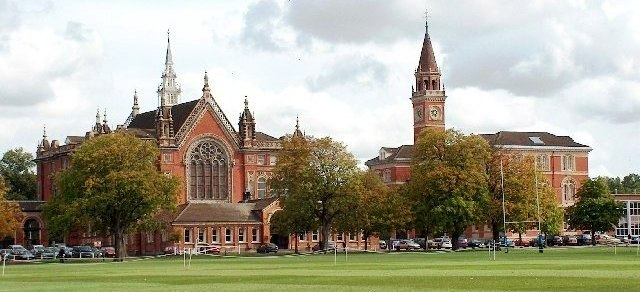
ダリッジ・カレッジの最も古い校舎。

ダリッジ・カレッジ（ダリッジ校、英: Dulwich College）は、イギリス・ロンドン市内テムズ川南岸のサザーク区ダリッジにあるパブリック・スクール。男子校。イートン・グループ加盟校。

## 概要
エリザベス1世期に成功した俳優、エドワード・アレンが1619年に創立した男子校で、当初は12人の貧しい生徒を教育するという事業であった。現在のところ1450人の生徒が在籍しており、イギリス最大のパブリックスクールとなっている。

## 歴史
非常に成功した俳優であり、ダリッジに広大な土地を所有していたエドワード・アレンは、慈善と教育のための施設を設立することを決断した。当初は12人の貧しい生徒を教育することを目的としたものであり、1619年6月21日に設立された。教師は必ず未婚でなければならず、アレンと血のつながりがあることと規定されていた。
1869年、ダリッジ・カレッジの新校舎が建設された。新しい校舎はパラディオ様式とゴジック様式の赤煉瓦とテラコッタを用いて、チャールズ・バリーの息子によって建設された。同時に新しい校長のカーバーによって学校改革が行われ、校長はアレンの血を継ぐ者、または側近者ではなくなった。また学校はAクラスは新しい場所、Bクラスは村に残るという形で2つに分けられた。村は「アレンの学校 (Alleyn's School)」(英語版) となり、現在もダリッジ村の両サイドに存在している。
第二次世界大戦中、ダリッジ・カレッジはスノーディアのベトウス・ア・コーエドに疎開した。記念樹が植えられ、現在も村に残っている。

### 近年の発展
私立学校として運用資金を調達していたが、20世紀中頃には相当額の公費が投入されるようになっていた。受入児童数に応じた補助が学校に支払われる「補助学籍制度」から資金を得ていたが、この制度は1997年に廃止された。
アレン・スクールとジェームズ・アレン・女学校は同じ財団に所属しており、またプーケット、上海、北京にも学校を設立している。全てのフランチャイズ校はロンドン校にならって赤レンガで作られていたが、いくぶんモダンな建築も取り入れている。近年、プーケット校はカリキュラムに関して意見が合わず、フランチャイズ契約を解除した。現在は「プーケット・ブリテン国際学院」として知られている。
2000年、甲南高等学校と姉妹提携。

## 文化
- 1871年にカミーユ・ピサロがカレッジの絵を描いている。
- ロンドンに近く、のどかな田舎に建つ印象的な校舎を持つため、ドキュメンタリー、ドラマ、テレビCM、映画、写真の被写体として人気がある。学校による収益事業「ダリッジ・カレッジ・エンタプライズ」として、撮影誘致が行われている。映画『トゥームレイダー』や『キューティ・ブロンド』のセットとしても使われた。

## 著名な出身者

### 作家・芸能・芸術
- ピーター・バザルゲティ（英語版） - テレビプロデューサー
- Clive Bull - アナウンサー
- レイモンド・チャンドラー - 作家
- ロドニー・クラーク - オペラ歌手
- ジェレミー・デラー - 芸術家
- キウェテル・イジョフォー - 映画俳優
- ステファン・ファイナー - 芸術家
- セシル・スコット・フォレスター  - 小説家
- デニス・グッドウィン（英語版） - 脚本家
- ナイジェル・ハーマン - テレビディレクター
- ゴードン・ジェイコブ - 作曲家
- フィル・マンザネラ - 音楽家
- ボブ・モンクハウス - コメディアン
- マイケル・オンダーチェ - 小説家
- アンソニー・ペイン - 作曲家
- ルパート・ペンリー＝ジョーンズ- 俳優
- マイケル・パウエル (映画監督)　－映画監督
- グレアム・スウィフト - 作家
- P・G・ウッドハウス  - 小説家
- エド・シモンズ（ケミカル・ブラザーズ） - 音楽家

### スポーツ
- Trevor Bailey - クリケッター
- アーサー・ギリガン（英語版） - イギリスクリケット代表
- アアンドリュー・シェリダン（英語版） - ラグビー選手
- Keiran West - 金メダルリスト
- Roger Knight (born 1946)cricketer and Secretary of the Marylebone Cricket Club
- Nick Easter (born: 1977) Professional rugby Player for Premier League Harlequins

### 政界
- Chris Mole - 庶民院議員
- Philip Hollobone - 庶民院議員
- ピーター・ライリー（英語版）
- His Excellency Anand Panyarachun
- Hartley Shawcross
- ジョン・シルキン（英語版）
- サミュエル・シルキン（英語版）
- John Spellar Member of Parliament
- David Ford Leader of the Northern Irish Alliance Party and Member of the Northern Ireland Assembl
- ナイジェル・ファラージ - イギリス独立党の元党首

### その他
- エドワード・ジョージ（英語版） - イングランド銀行頭取
- レイモンド・デニス・キーン（英語版） - チェス選手
- John Lewis - 哲学者
- K. B. McFarlane - 歴史家
- ジョージ・エドワード・ムーア  - 哲学者
- アーネスト・シャクルトン - 探検家
- Peter Twinn - 数学者
- Ken Frost MA FCA
- Sir John Ritblat
- ライオネル・バーバー（英語版） - 新聞記者
- ビリー・キー（Berthold Wells Key） - 英領インド軍将校
- 原亮一郎 - 東京書籍会長